# Саджи
Саджи (лат. Syrrhaptes) — род птиц семейства рябковых.
Характерны оперённые пальцы, задний палец отсутствует.
В состав рода включают два вида<:
- Syrrhaptes paradoxus — саджа, или копытка,
- Syrrhaptes tibetanus — тибетская саджа.

Первый вид распространён от низовьев Волги на западе до Западной Маньчжурии на востоке, периодически совершает массовые вылеты на запад и восток от ареала. Второй вид населяет горные системы Тибета и Памира.